# Francis Gillot
Francis Gillot (Maubeuge, 9 febbraio 1960) è un allenatore di calcio ed ex calciatore francese, di ruolo difensore.

## Palmarès

### Allenatore

#### Competizioni nazionali
- Coppa di Francia: 1

Bordeaux: 2012-2013

#### Competizioni internazionali
- Coppa Intertoto UEFA: 1

Lens: 2005